# Myersville
Myersville és una població dels Estats Units a l'estat de Maryland. Segons el cens del 2000 tenia 1.382 habitants.

## Demografia
Segons el cens del 2000, Myersville tenia 1.382 habitants, 439 habitatges, i 378 famílies. La densitat de població era de 658,8 habitants per km².
Dels 439 habitatges en un 57,9% hi vivien nens de menys de 18 anys, en un 76,1% hi vivien parelles casades, en un 9,1% dones solteres, i en un 13,7% no eren unitats familiars. En l'11,2% dels habitatges hi vivien persones soles el 4,3% de les quals corresponia a persones de 65 anys o més que vivien soles. El nombre mitjà de persones vivint en cada habitatge era de 3,15 i el nombre mitjà de persones que vivien en cada família era de 3,44.
Per edats la població es repartia de la següent manera: un 38,7% tenia menys de 18 anys, un 3% entre 18 i 24, un 35,2% entre 25 i 44, un 16,3% de 45 a 60 i un 6,8% 65 anys o més.
L'edat mediana era de 33 anys. Per cada 100 dones de 18 o més anys hi havia 92,9 homes.
La renda mediana per habitatge era de 72.639 $ i la renda mediana per família de 75.768 $. Els homes tenien una renda mediana de 53.125 $ mentre que les dones 38.295 $. La renda per capita de la població era de 24.207 $. Entorn del 0,5% de les famílies i el 0,7% de la població estaven per davall del llindar de pobresa.

## Poblacions més properes
El següent diagrama mostra les poblacions més properes.